# Library
Library — специализированный рукописный шрифт, который когда-то преподавали в библиотечных школах США. Цель использования - в обеспечении единообразия и удобочитаемости рукописных карточек библиотечных каталогов. Начиная с сентября 1885 года, Мелвил Дьюи и Томас Эдисон разработали и усовершенствовали данный шрифт для обучения в библиотечной школе и использования в библиотеках. Шрифт основывался на почерке Эдисона, о котором он заявил, «я усовершенствовал стиль письма, который позволит мне разборчиво набирать с телеграммы, сорок семь и даже пятьдесят четыре слова в минуту»
В Справочнике 1903 года Библиотечной школы штата Нью-Йорк перечислены требования к библиотечному делу. Они включали четкость, скорость и единообразие. Был указан конкретный тип чернил, чернильниц, перьев, держателей для перьев и ластиков. Стандарты для надписей были продиктованы в отношении размера, наклона, интервалов, специальных букв и цифр, и даже была обозначена правильная поза и положение писателя.
Обучение библиотечному делу пришло в упадок после широкого распространения пишущих машинок в начале XX века.